# Danjiangkou (ort i Kina)
Danjiangkou är en ort i Kina. Den ligger i provinsen Hubei, i den centrala delen av landet, omkring 340 kilometer nordväst om provinshuvudstaden Wuhan. Den ligger vid sjön Danjiangkou Shuiku.
Runt Danjiangkou är det ganska tätbefolkat, med 214 invånare per kvadratkilometer. Danjiangkou är det största samhället i trakten. Trakten runt Danjiangkou består till största delen av jordbruksmark.
Genomsnittlig årsnederbörd är 940 millimeter. Den regnigaste månaden är augusti, med i genomsnitt 169 mm nederbörd, och den torraste är januari, med 11 mm nederbörd.